# CCM (Bolton)

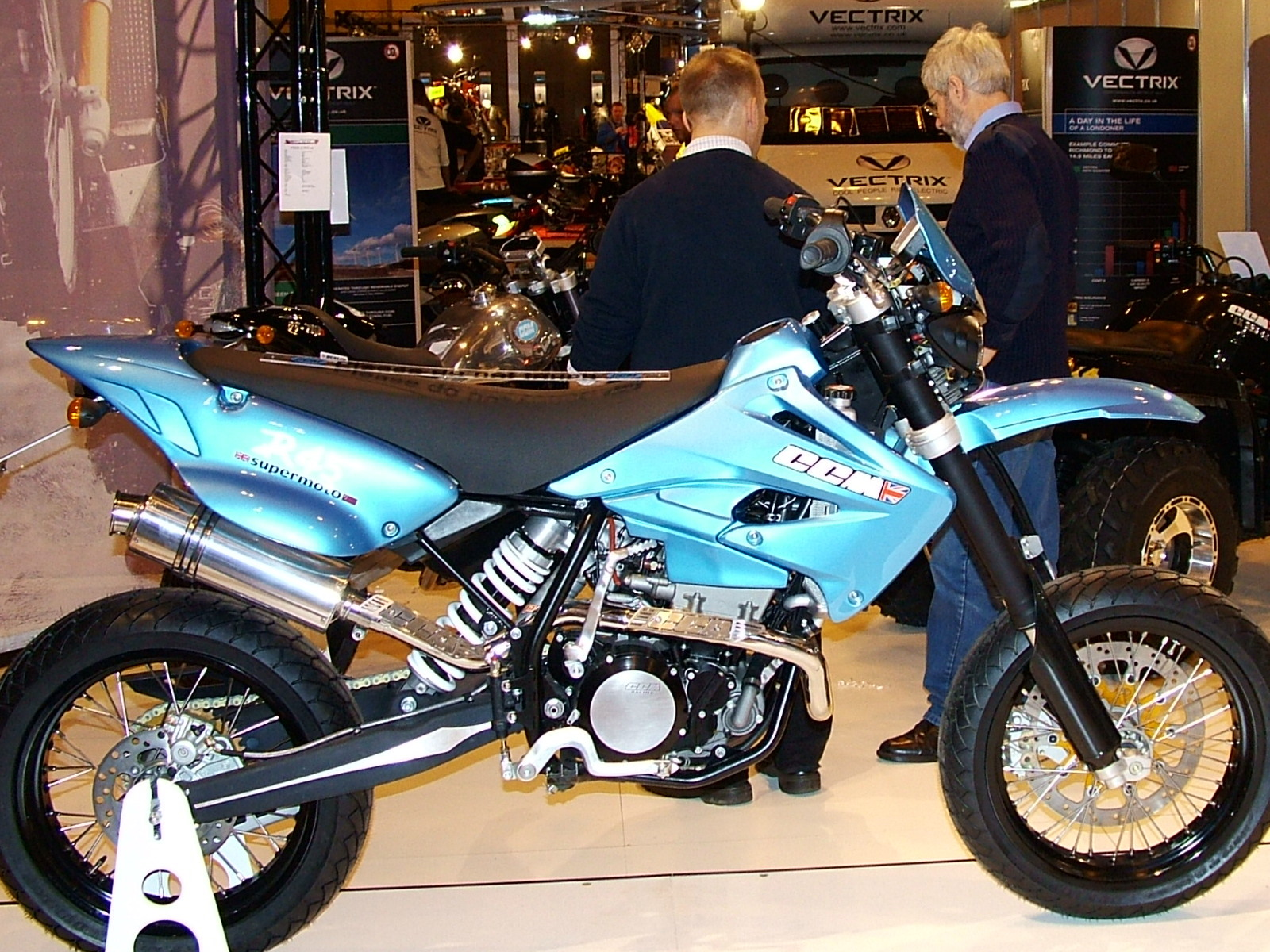
CCM R45

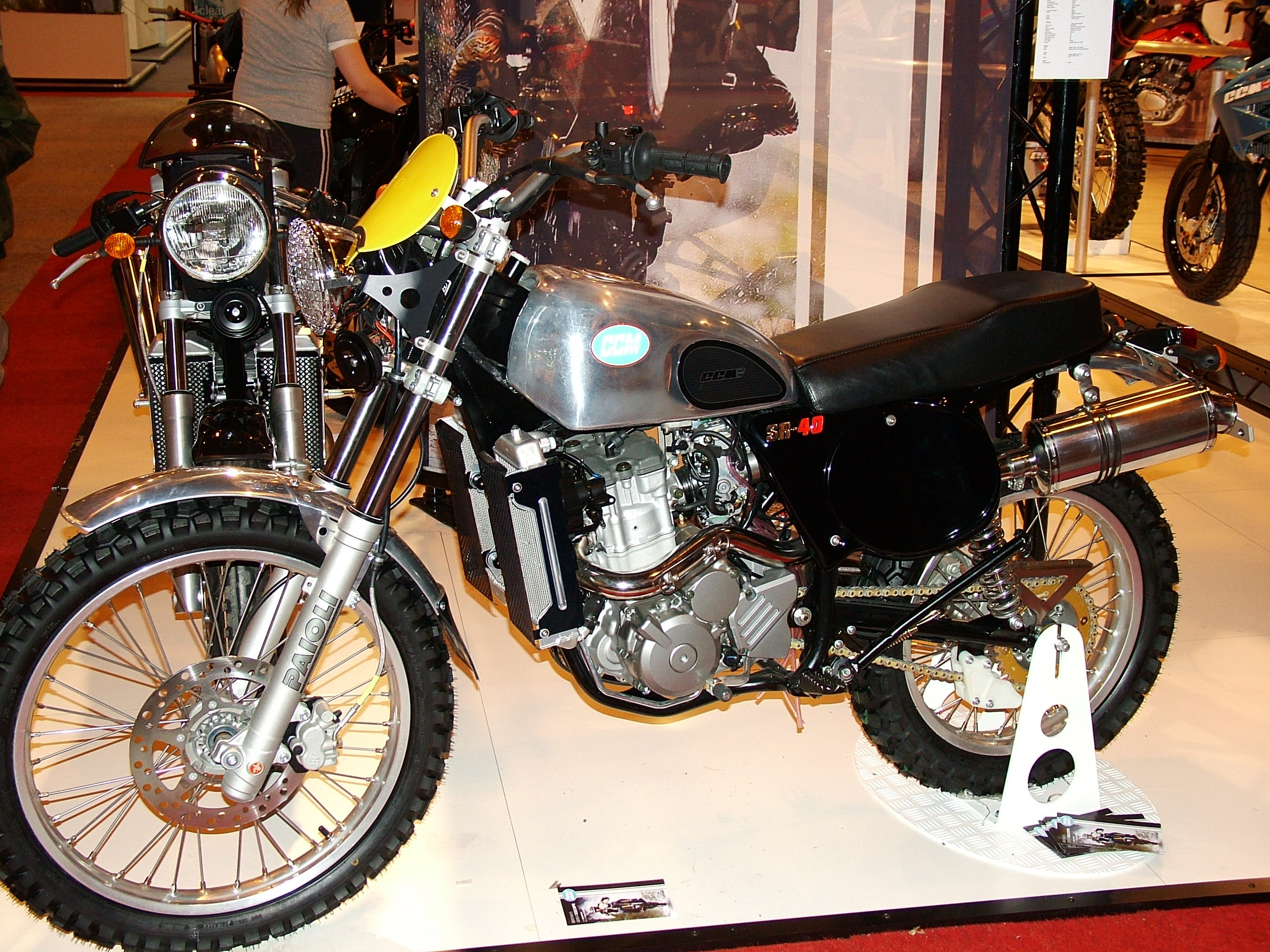
CCM SR-40 Street Scrambler

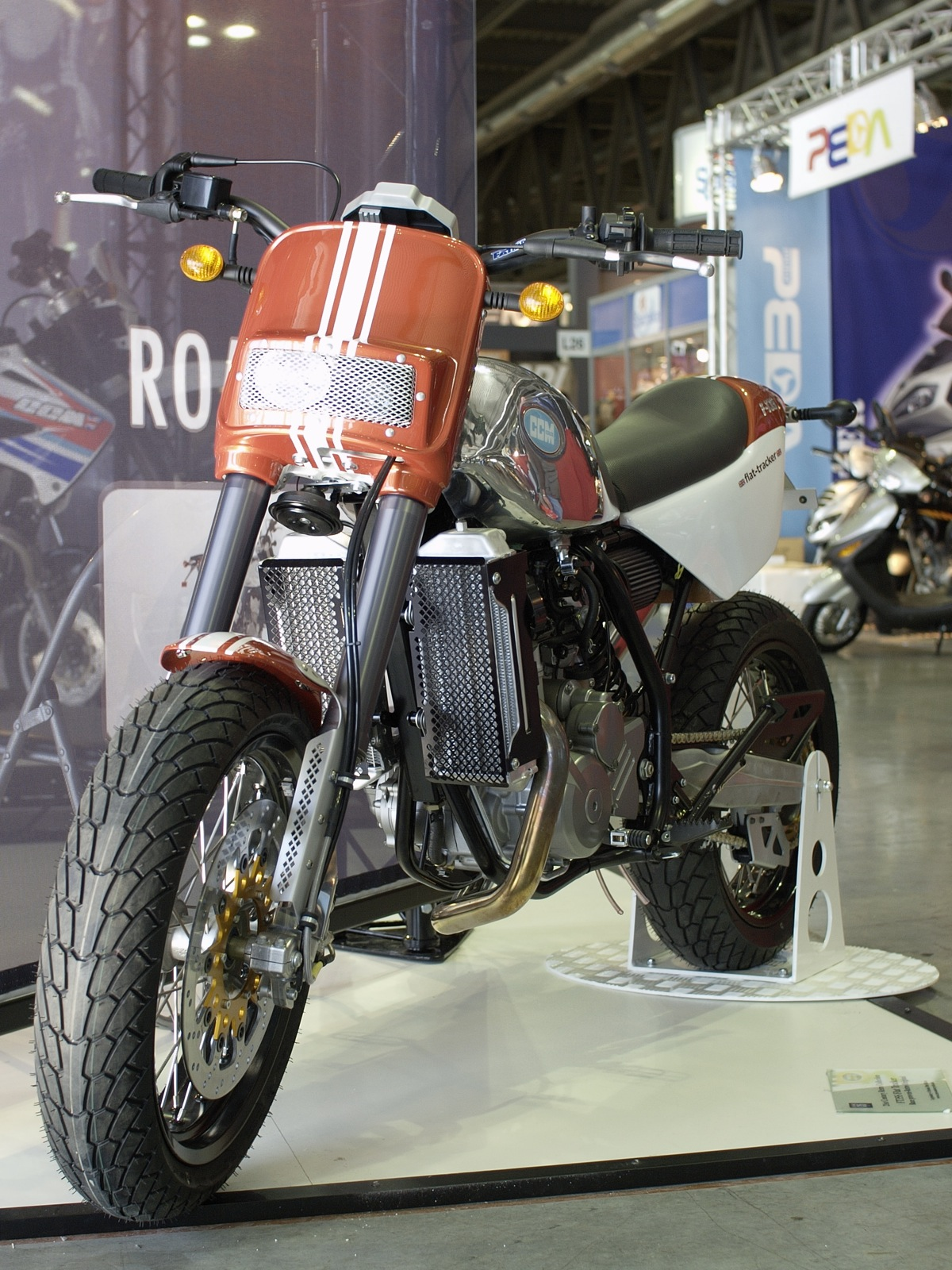
CCM FT35S Street Tracker

CCM is een Brits merk van motorfietsen.
De bedrijfsnaam was: Clews Competition Motorcycles, later CCM Ltd., Jubilee Works, Bolton.

## Alan Clews
Alan Clews was in 1938 in Toddington bij Bury, geboren. Hij verliet zijn school om in een reparatiewerkplaats te gaan werken. Hij maakte testritten met motorfietsen in de omgeving van Bolton en Manchester, waar hij ook bij motorfietsfabrikanten kwam en hun productiemethoden zag. Hij haalde via een avondschool zijn diploma's als monteur en elektricien. Toen hij zestien jaar was kocht hij al een trialmotor en op vierentwintigste was hij al een goed motorcrosser, die in internationale wedstrijden Frankrijk, Duitsland en Zwitserland reed. Daarvoor had hij al zelf een crossmotor gebouwd met een Rickman-frame.

## Clewstroka en CCM
CCM ontstond toen Alan Clews in 1971 een aantal onderdelen en gereedschappen uit de failliete boedel van BSA opkocht. Hij bouwde zijn eerste crosser, de Clewstroka, als bouwpakket in 1972. De machine vond al snel een koper en toen ook een tweede machine vlot verkocht werd besloot hij een bedrijfje te beginnen. Wat Clews misschien niet had verwacht was dat een aantal crossers graag met een viertaktmotor reed en met het verdwijnen van de BSA Victor waren de laatste viertakten verdwenen. Hij kocht uit de failliete boedel van BSA vijftig productiemachines en kon daardoor een serieproductie opstarten. In 1972 nam hij drie werknemers in dienst, die in dat jaar al 39 motorfietsen produceerden. In 1973 werden al 150 exemplaren verkocht en in 1974 160. In 1975 liepen de productieaantallen iets terug, maar in 1976 verkocht het bedrijf weer 180 motorfietsen. Er waren nu vijftien personeelsleden en de machines gingen naast de Britse markt ook naar Australië, Denemarken, Duitsland, Frankrijk, Nederland, de Verenigde Staten, Zweden en Zwitserland. CCM ondersteunde een aantal crossers, waaronder ex-BSA-rijder John Banks, Vic Eastwood en Vic Allen. Voor hen werden speciale motorblokken gemaakt, die 45 pk leverden. Men bracht ook een 600cc-versie uit en was van plan ook enduro- en zelfs straatmodellen te gaan maken, maar in 1978 sloot het bedrijf de poorten en de productierechten gingen over naar Armstrong en later naar Harley-Davidson. Er werd lange tijd weinig tot niets van het merk vernomen. Wel kwamen er na 1979 ook modellen met 124- en 246cc-Hiro-motoren en een 498cc-crosser met Weslake-blok.
Midden jaren tachtig kocht Alan Clews de rechten weer terug en ontwikkelde nieuwe cross- en enduromodellen met een Rotax-blok.
Men kwam in 1999 met de eerste wegmotor, de 604 R, met een 600cc-Rotax-blok. Het enduro-bloed zat er nog wel in, want het was een echte High Heeler. In 2000 ging CCM samenwerken met Joachim ("Joe") Seifert, die zijn Norton Combat 650 zodoende in Engeland kon laten bouwen. Intussen was de bedrijfsleiding veranderd. Alan Clews had de leiding overgedragen aan zijn zoons Austin (verkoopdirecteur) en Russell (directeur inkoop) en managing director Gary Harthern. Er werden nu ook andere motorblokken gebruikt: de CCM CR-40 Street Scrambler en Café Racer hadden een eencilinder motor van de Suzuki DRZ 400.
In 2005 werd de FT35S Street Tracker gepresenteerd. Deze machine was geïnspireerd op de Amerikaanse flattrack-racers, maar was straatlegaal. Er waren wel al plannen voor een echte flattracker, de FT35R.